# Restormel
 (décembre 2023).
Si vous disposez d'ouvrages ou d'articles de référence ou si vous connaissez des sites web de qualité traitant du thème abordé ici, merci de compléter l'article en donnant les références utiles à sa vérifiabilité et en les liant à la section « Notes et références ».
Restormel est un ancien district non-métropolitain situé dans le comté des Cornouailles, en Angleterre.  Son chef-lieu était St Austell. Son statut de district a été aboli par la réforme territoriale (en) entrée en vigueur le 1er avril 2009. Les six districts du comté, ainsi que leurs conseils, sont supprimés.